# Souimanga tacazze
Nectarinia tacazze
Espèce
Statut de conservation UICN

 LC  : Préoccupation mineure
Le Souimanga tacazze (Nectarinia tacazze) est une espèce de passereaux de la famille des Nectariniidae.

## Nomenclature
Le nom de cet oiseau provient du Tekezé (sous-affluent du Nil).

## Répartition
Cet oiseau peuple les régions élevées d'Afrique de l'Est.

## Population
La population totale n'a pas été mesurée, mais cette espèce est abondante dans les secteurs montagneux (Cheke et al., 2001).